# Liste der Monuments historiques in Jâlons
Die Liste der Monuments historiques in Jâlons führt die Monuments historiques in der französischen Gemeinde Jâlons auf.

## Liste der Immobilien
| Bezeichnung      | Beschreibung                  | Standort               | Kennzeichnung | Schutzstatus | Datum | Bild           |
| ---------------- | ----------------------------- | ---------------------- | ------------- | ------------ | ----- | -------------- |
| Kirche St-Ephrem | ab dem späten 12. Jahrhundert | Rue de l’Église (Lage) | PA00078725    | Classé       | 1912  | weitere Bilder |

## Liste der Objekte
| Bezeichnung                | Beschreibung                                            | Standort                       | Kennzeichnung | Schutzstatus | Datum | Bild |
| -------------------------- | ------------------------------------------------------- | ------------------------------ | ------------- | ------------ | ----- | ---- |
| Skulptur Madonna mit Kind  | Stein, farbig gefasst, Anfang des 14. Jahrhunderts      | in der Kirche St-Ephrem (Lage) | PM51000495    | Classé       | 1911  |      |
| Hauptaltar                 | Altartisch und Baldachin; Marmor, Holz, 18. Jahrhundert | in der Kirche St-Ephrem (Lage) | PM51002861    | Inscrit      | 1978  |      |
| Kruzifix                   | Holz, 18. Jahrhundert                                   | in der Kirche St-Ephrem (Lage) | PM51003094    | Inscrit      | 1980  |      |
| Skulptur Heilige Katharina | Stein, 15. Jahrhundert                                  | in der Kirche St-Ephrem (Lage) | PM51000496    | Classé       | 1968  |      |
| Skulptur Heiliger Ephräm   | Stein, Anfang des 19. Jahrhunderts                      | in der Kirche St-Ephrem (Lage) | PM51003179    | Inscrit      | 1982  |      |